# Смещение перигелия Меркурия

Схема смещения орбиты Меркурия, вид с северного полюса эклиптики

Аномальное смещение перигелия Меркурия — обнаруженная в 1859 году особенность движения планеты Меркурий, сыгравшая исключительную роль в истории физики. Это смещение оказалось первым движением небесного тела, которое не подчинялось ньютоновскому закону всемирного тяготения. Физики были поставлены перед необходимостью искать пути модифицировать или обобщить теорию тяготения. Поиски увенчались успехом в 1915 году, когда Альберт Эйнштейн разработал общую теорию относительности (ОТО); из уравнений ОТО вытекало именно такое значение смещения, которое фактически наблюдалось. Позже были измерены аналогичные смещения орбит нескольких других небесных тел, значения которых также совпали с предсказанными ОТО.
Лауреат Нобелевской премии по физике Ричард Фейнман заметил, что долгое время ньютоновская теория тяготения полностью подтверждалась наблюдениями, но для объяснения едва заметного отклонения в движении Меркурия потребовалась коренная перестройка всей теории на основе нового понимания гравитации.

## Открытие эффекта
Как выяснил ещё Ньютон, параметры орбит планет Солнечной системы из-за взаимовлияния этих планет со временем претерпевают медленные изменения («возмущения»). В частности, большая ось эллипса орбиты Меркурия постепенно поворачивается (в плоскости орбиты) в сторону орбитального движения; соответственно, смещается и ближайшая к Солнцу точка орбиты — перигелий («прецессия перигелия»). Угловая скорость поворота составляет примерно 500″ (угловых секунд) за 100 земных лет, так что в исходное положение перигелий возвращается каждые 260 тыс. лет.

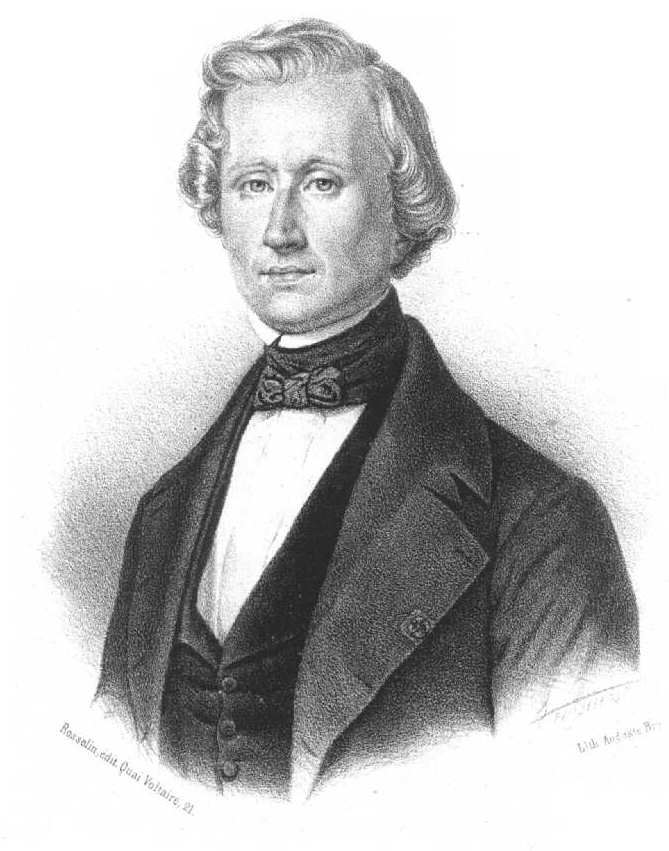
Урбен Леверье

В середине XIX века астрономические расчёты движения небесных тел, основанные на ньютоновской теории тяготения, давали чрезвычайно точные результаты, неизменно подтверждаемые наблюдениями («астрономическая точность» вошла в поговорку). Триумфом небесной механики в 1846 году стало открытие Нептуна в теоретически предсказанном месте небосвода.
В 1840—1850-е годы французский астроном Урбен Леверье, один из первооткрывателей Нептуна, на основе 40-летних наблюдений Парижской обсерватории разработал теорию движения Меркурия. В своих статьях 1859 года Леверье сообщил, что в 1846 году обнаружил небольшое, но существенное расхождение теории с наблюдениями — перигелий смещался несколько быстрее, чем следовало из теории. В своих расчётах Леверье учёл влияние всех планет:
| Планета | Вклад в смещение перигелия Меркурия (в угловых секундах за столетие) |
| ------- | -------------------------------------------------------------------- |
| Венера  | 280,6                                                                |
| Земля   | 083,6                                                                |
| Марс    | 002,6                                                                |
| Юпитер  | 152,6                                                                |
| Сатурн  | 007,2                                                                |
| Уран    | 000,1                                                                |

В итоге рассчитанное Леверье теоретическое значение смещения составило 526,7″ за столетие, а наблюдения показали примерно 565″. По современным уточнённым данным, смещение несколько выше и равно 570″. Таким образом, разница составляет около 43″ за столетие. Хотя это различие невелико, оно значительно превышает погрешности наблюдения и нуждается в объяснении.
Для решения проблемы аномалии выдвигались гипотезы в основном двух типов.
- «Материальные гипотезы»: смещение вызвано влиянием какой-то материи вблизи Солнца.
- Новые теории тяготения, отличные от ньютоновской.

## Попытки объяснения в рамках классической теории тяготения

### Вулкан и вулканоиды
Леверье предположил, что аномалия объясняется наличием неизвестной планеты (или нескольких малых планет) внутри орбиты Меркурия. Эту гипотезу поддержал авторитетный французский астроном Франсуа Феликс Тиссеран. По предложению физика Жака Бабинэ гипотетической планете дали имя «Вулкан». Из-за её близости к Солнцу наилучшим способом обнаружить Вулкан были наблюдения во время солнечного затмения или во время прохождения Вулкана между Землёй и Солнцем; в последнем случае планета была бы видна как тёмное пятно, быстро пересекающее солнечный диск.

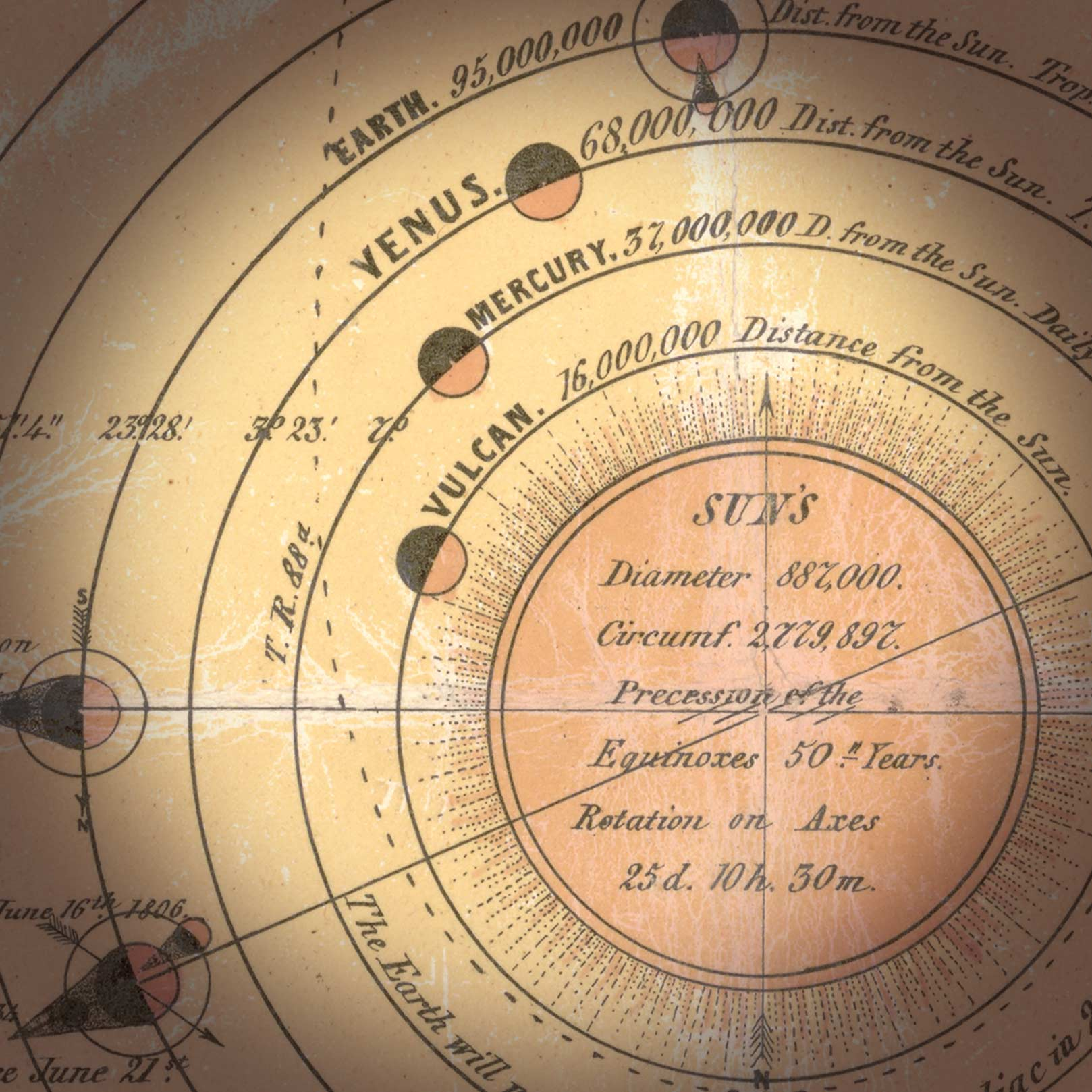
Предполагаемая орбита Вулкана (VULCAN) на схеме внутренних планет Солнечной системы, 1846 год

Вскоре после публикаций 1859 года французский астроном-любитель Эдмон Лескарбо (Edmond Modeste Lescarbault) сообщил Леверье, что в 1845 году наблюдал перед Солнцем тёмный объект, зарегистрировал его координаты, однако тогда не придал наблюдению должного значения. Леверье по результатам Лескарбо вычислил, что объект втрое ближе к Солнцу, чем Меркурий, период обращения составляет 19 дней 7 часов, диаметр около 2000 км. При этом, если плотность Вулкана близка к плотности Меркурия, его масса составляет 1/17 массы Меркурия. Однако тело с такой небольшой массой не может вызвать наблюдаемый сдвиг перигелия Меркурия, поэтому Леверье предположил, что Вулкан — не единственная малая планета между Меркурием и Солнцем. Он рассчитал примерную орбиту Вулкана и в 1860 году, когда ожидалось полное солнечное затмение, призвал астрономов всего мира посодействовать в обнаружении Вулкана. Все наблюдения оказались безрезультатны.
Планету искали несколько десятилетий, но по-прежнему безо всякого успеха. Были ещё несколько неподтвердившихся сообщений об открытии — за новую планету принимали солнечные протуберанцы, солнечные пятна, а также звёзды и мелкие околоземные астероиды, близко расположенные к диску Солнца во время затмения. После каждого такого сообщения астрономы заново рассчитывали орбиту предполагаемого Вулкана и ждали, что при следующем прохождении перед Солнцем планета будет повторно найдена, но она больше не появлялась. Последние сообщения о возможном открытии Вулкана были опубликованы в начале 1970-х годов, причиной оказалось падение кометы на Солнце.
Вариант с несколькими малыми планетами, которых заранее назвали «Вулканоидами», был также тщательно проверен. Леверье верил в существование Вулкана или вулканоидов до конца жизни (1877), однако ни одного прохождения сколько-нибудь крупного неизвестного объекта по диску Солнца достоверно зарегистрировать не удалось. В 1909 году американский астроном Уильям Уоллес Кэмпбелл уже имел основания уверенно заявить, что между Меркурием и Солнцем нет объектов крупнее 50 км в диаметре.

### Другие гипотетические объекты внутри орбиты Меркурия

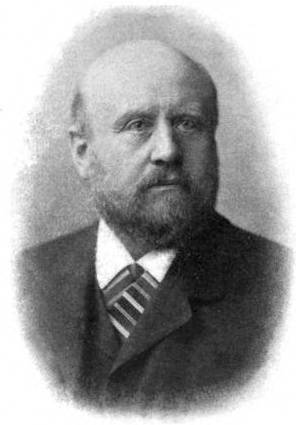
Гуго Ганс фон Зелигер

Как альтернатива высказывалось предположение о существовании неизвестного спутника Меркурия (возможно, нескольких спутников). Их поиск также не имел успеха. Ещё одна гипотеза, которую высказал в 1906 году немецкий астроном Гуго Ганс фон Зелигер, допускала наличие вокруг Солнца рассеянного (диффузного) облака вещества, видимым признаком которого служит зодиакальный свет. Это облако, по Зелигеру, наклонено к плоскости эклиптики и слабо влияет на движение планет. Скептики возражали, что для смещения перигелия Меркурия это облако должно обладать значительной массой, но тогда от него следует ожидать гораздо более высокий уровень светимости; кроме того, массивное облако неизбежно влияло бы на движение Венеры, в котором серьёзных необъяснимых аномалий не отмечается.
Голландский метеоролог Христофор Бёйс-Баллот в 1849 году, ещё до работ Леверье, предположил, что Солнце, подобно Сатурну, окружено кольцом (возможно, даже двумя кольцами). Леверье и другие учёные отвергли эту гипотезу, указав, что такие кольца не смогут стабильно существовать вблизи Солнца, да и сама гипотеза плохо аргументирована.

### Заниженная масса планет
Причиной аномалии могла стать заниженная оценка массы одной из планет (под наибольшее подозрение подпадала Венера). Однако против этого предположения свидетельствовал тот факт, что, будь оно верно, аномалии из-за неверной массы обнаружились бы и в рассчитанных движениях других планет. Французский астроном Эммануэль Ляи предположил, что эффект вызван наложением нескольких причин: рефракции, немного заниженной массы Венеры и ошибок наблюдения; после исследований Ньюкома (см. ниже) реальное существование аномалии больше не подвергалось сомнению.

### Другие попытки объяснения
Среди возможных причин смещения перигелия Меркурия называлось осевое сжатие Солнца у полюсов. Наблюдения, однако, не обнаружили у Солнца сжатия, достаточного для объяснения эффекта. По данным измерений 1975 года, осевое сжатие солнечного диска составляет всего {\displaystyle 0{,}0184\pm 0{,}0125} угловых секунд.
С 1870-х годов начали появляться первые гипотезы о том, что источник аномалии связан с неевклидовой геометрией Вселенной (Шеринг, Киллинг, позднее (1900-е годы) Шварцшильд и Пуанкаре). Немецкий астроном Пауль Харцер склонялся к мнению, что кривизна пространства положительна, поскольку тогда объём Вселенной конечен, и такие проблемы, как гравитационный и фотометрический парадоксы, отпадают. Однако объяснить смещение перигелия Меркурия с помощью этой гипотезы не удалось — расчёты показали, что для этого требуется неправдоподобно большая кривизна пространства.
Гуго Ганс фон Зелигер в 1906 году исследовал гипотезу своего ученика, астронома Эрнста Андинга (Ernst Anding): система координат, связанная с неподвижными звёздами, неинерциальна, а связанная с планетами — инерциальна. Это необычное предположение позволяло с помощью подбора параметров объяснить все известные планетные аномалии. Андинг также постулировал существование нескольких пылевых облаков, создающих зодиакальный свет вблизи Солнца. Многие учёные подвергли модель Андинга — Зелигера уничтожающей критике как искусственную и с точки зрения физики неправдоподобную — в частности, Эрвин Фройндлих и Гарольд Джеффрис доказали, что источник зодиакального света слишком разрежён, чтобы иметь требуемую в модели массу.

### Критика со стороны Саймона Ньюкома

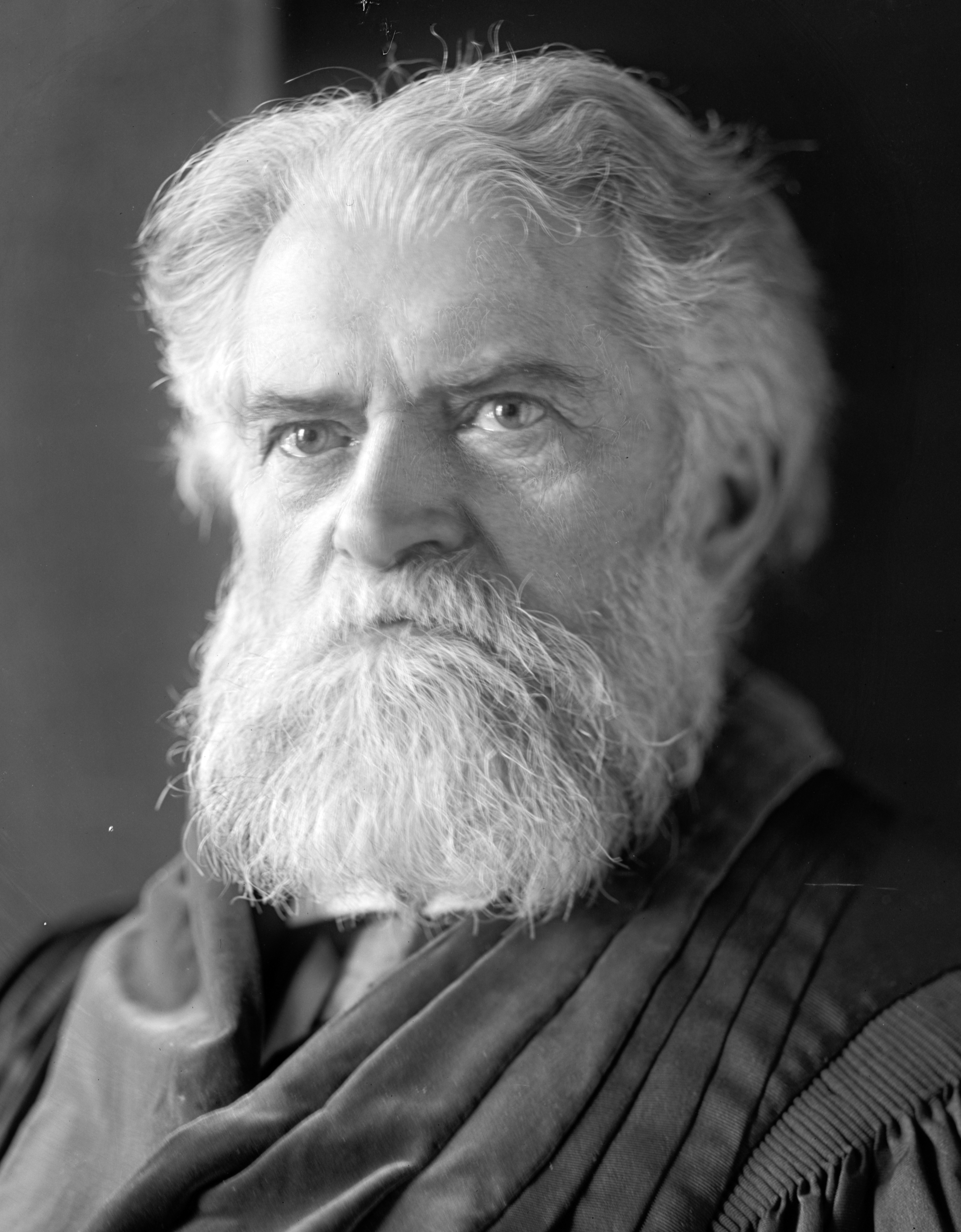
Саймон Ньюком

В 1895 году свои результаты расчётов орбит четырёх внутренних планет (Меркурия, Венеры, Земли и Марса) опубликовал ведущий американский астроном Саймон Ньюком. Он подтвердил наличие аномалии в движении Меркурия и уточнил её значение: 43″ вместо 38″ у Леверье. В существование неизвестных планет внутри орбиты Меркурия Ньюком не верил и заявил, что эта гипотеза «совершенно исключается», а массу Венеры он сам уточнил, похоронив все предположения, что её оценка существенно занижена.
Ньюком обнаружил смещение перигелия не только у Меркурия, но и у Марса, а также, с меньшей уверенностью, у Венеры и Земли (их орбиты почти круговые, поэтому отмеченное для этих двух планет смещение было близко к погрешности измерения). При этом была окончательно отвергнута гипотеза Бёйс-Баллота о кольце вокруг Солнца, потому что никаким подбором его параметров не удаётся получить реальное смещение и для Меркурия, и для Марса одновременно; аналогичные трудности вызывало предположение о системе астероидов. Ньюком указал также, что как гипотетическое кольцо, так и массивная диффузная материя вблизи Солнца вызвали бы смещение узлов орбиты Венеры и самого Меркурия, не согласующееся с наблюдениями. Наблюдения и расчёты Ньюкома подтвердил авторитетный французский астроном Франсуа Феликс Тиссеран.

## Предложения по модификации классической теории тяготения
Попытки улучшить ньютоновский закон всемирного тяготения предпринимались начиная с середины XVIII века. Первую попытку сделал в 1745 году А. К. Клеро, чтобы объяснить аномалии в движении Луны. В мемуаре «О системе мира согласно началу тяготения» Клеро предложил вместо ньютоновского закона:
{\displaystyle F=G\cdot {m_{1}\cdot m_{2} \over R^{2}}}
другую, более общую формулу:
{\displaystyle F=G\cdot {m_{1}\cdot m_{2}\left({\frac {1}{R^{2}}}+{\frac {a}{R^{4}}}\right)}}
Здесь {\displaystyle F} — сила тяготения, {\displaystyle m_{1},m_{2}} — массы тел, {\displaystyle R} — расстояние между телами, {\displaystyle G} — гравитационная постоянная, равная {\displaystyle 6{,}67384(80)\cdot 10^{-11}} м³/(кг с²), {\displaystyle a} — дополнительная калибровочная константа.
Позже (1752 год) Клеро пришёл к выводу, что для объяснения движения Луны, со всеми замеченными аномалиями, вполне достаточно классического закона. Окончательные результаты своих трудов Клеро свёл в трактат, названный «Теория Луны, выведенная из единственного начала притяжения, обратно пропорционального квадратам расстояний». Тем не менее идея Клеро, в различном математическом оформлении, неоднократно возникала в истории астрономии, в том числе для объяснения смещения перигелия Меркурия.

### Модели без зависимости от скорости
В статье 1895 года Саймон Ньюком исследовал способ объяснения аномалии, связанный с модификацией закона всемирного тяготения. Простейшая модификация состоит в замене квадрата расстояния на немного бо́льшую степень:
{\displaystyle F=G\cdot {m_{1}\cdot m_{2} \over R^{2+\delta }}}
Тогда смещение перигелия за один оборот будет равно:
{\displaystyle {\frac {2\pi }{\sqrt {1-\delta }}}\approx 2\pi \left(1+{\frac {\delta }{2}}\right),}
то есть дополнительное смещение равно {\displaystyle \delta \pi .}
Это предположение известно как «гипотеза Холла», американский астроном Асаф Холл опубликовал её годом раньше (1894). Значение {\displaystyle \delta =0{,}000\,000\,157\,4} позволяет объяснить аномальное смещение перигелия Меркурия. Дополнительным достоинством нового закона тяготения по сравнению с ньютоновским был тот факт, что он не создавал гравитационный парадокс — потенциал поля тяготения бесконечной Вселенной не обращался в бесконечность.
Ряд учёных (в частности, Вебер и Ритц) проявили интерес к такому подходу, хотя были и критики — указывали, например, на то, что в законе Холла постоянной тяготения {\displaystyle G} приходится приписывать дробную размерность длины. К тому же расчёты Ньюкома показали, что смещение перигелия Марса по новому закону получается далёким от фактического.
Исследовался и несколько более общий вариант закона тяготения — добавление в формуле Ньютона выражения, обратно пропорционального {\displaystyle R^{3}} или {\displaystyle R^{4}}. Однако Ньюком отверг и этот вариант, поскольку из него следовало, например, что притяжение двух близких предметов на Земле неправдоподобно велико.
Зелигер и Нейман предложили ещё одну модификацию закона всемирного тяготения:
{\displaystyle F=G\cdot {m_{1}\cdot m_{2} \over R^{2}}e^{-\lambda R}}
В ней дополнительный множитель {\displaystyle e^{-\lambda R}} обеспечивает более быстрое, чем у Ньютона, убывание тяготения с расстоянием. Подбор коэффициента затухания {\displaystyle \lambda } позволял также объяснить смещение перигелия Меркурия, однако и в этом случае движение Венеры, Земли и Марса переставало соответствовать наблюдениям.
В 1897 году американский астроном Эрнест Уильям Браун опубликовал очень точные таблицы движения Луны, значительно подорвавшие доверие к гипотезе Холла. Одновременно (1896) Гуго Ганс фон Зелигер исследовал три варианта модификации закона Ньютона, включая закон Холла, и показал, что все они не согласуются с наблюдениями. В 1909 году Ньюком также пришёл к выводу, что гравитационное поле описывается классическим законом Ньютона.

### Модели с зависимостью от скорости
Некоторые физики предлагали ввести в закон тяготения зависимость силы от скорости тел. Меркурий отличается от других планет не только близостью к Солнцу, но и большей скоростью, поэтому возникли предположения, что именно скорость ответственна за дополнительное смещение перигелия. Авторы этих идей ссылались также на законы электродинамики, где зависимость силы от скорости была общепринятой.
Первые модели подобного рода, разработанные во второй половине XIX века по аналогии с электродинамикой Вебера или Максвелла, давали слишком маленькое значение смещения перигелия (не более 6—7″ в столетие). Их авторы вынуждены были предположить, что, возможно, часть аномалии имеет причиной зависимость тяготения от скорости, а остальная часть — влияние какого-то неизвестного вещества вблизи Солнца. Несмотря на то, что этой проблемой занимались такие крупные физики, как Лоренц, Вин, Пуанкаре, Цёлльнер и другие, добиться удовлетворительного согласия с наблюдениями им не удалось.

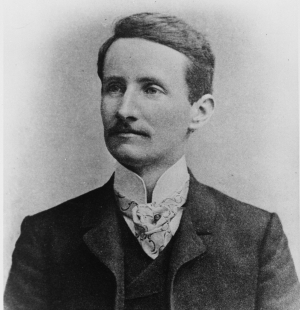
Вальтер Ритц

Наибольший интерес вызвала «баллистическая теория» Вальтера Ритца (1908). В этой модели гравитационное взаимодействие осуществляют гипотетические частицы, которые, как надеялся Ритц, формируют также все электромагнитные явления. Формулу для силы автор выписал по аналогии с электродинамикой. Ритц скончался в возрасте 31 года (1909), не успев закончить развитие своей теории, но её оживлённое обсуждение продолжалось ещё десятилетие. В модели Ритца смещение перигелия для Меркурия, Венеры и Земли, а также перигея Луны было уже близко к реальным. Вместе с тем модель Ритца была несовместима с принципом постоянства скорости света и предсказывала несколько новых астрофизических эффектов, которые не подтвердились. В конечном счёте баллистическая теория не выдержала конкуренции с логически более безупречной и подтверждаемой опытом общей теорией относительности Эйнштейна (ОТО): например, отклонение света в гравитационном поле, предсказанное теорией Ритца, на четверть меньше эйнштейновского. В 1920-е годы интерес к теории Ритца угас.
Ещё одним конкурентом ОТО стала теория немецкого физика Пауля Гербера, опубликованная в 1898 году. Исходя также из электродинамической аналогии, Гербер предложил формулу для гравитационного потенциала:
{\displaystyle V={\frac {\mu }{r\left(1-{\frac {1}{c}}{\frac {dr}{dt}}\right)^{2}}},}
где:
{\displaystyle \mu ={\frac {4\pi ^{2}A^{3}}{\tau ^{2}}}}
{\displaystyle A} — большая полуось;
{\displaystyle \tau } — период обращения.
Если скорость {\displaystyle {\frac {dr}{dt}}} мала по сравнению со скоростью света {\displaystyle c}, то формула Гербера переходит в классическое выражение для гравитационного потенциала:
{\displaystyle V={\frac {\mu }{r}}}
Из нового закона Гербер вывел ту же формулу для смещения перигелия Меркурия, что и в ОТО (см. ниже). Этот вывод и всё содержание теории Гербера подверглись критике со стороны многих видных физиков по нескольким причинам: произвольность ряда допущений, отсутствие лоренц-инвариантности, ошибочное значение для угла отклонения световых лучей в поле тяготения (в полтора раза выше эйнштейновского), дальнодействие и др. Макс фон Лауэ в 1920 году писал, что «Гербер просто подогнал правильное его [численного коэффициента] значение, изменив соответственно без какого-либо физического обоснования математический подход своих двух предшественников» (В. Шайбнера и Ф. Тиссерана).
Как заметил Н. Т. Роузвер, «ни одна из этих теорий не выдержала проверки на классических эффектах, подтверждающих общую теорию относительности, а измерения эффекта отклонения световых лучей явились для них камнем преткновения».

## Решение в рамках общей теории относительности

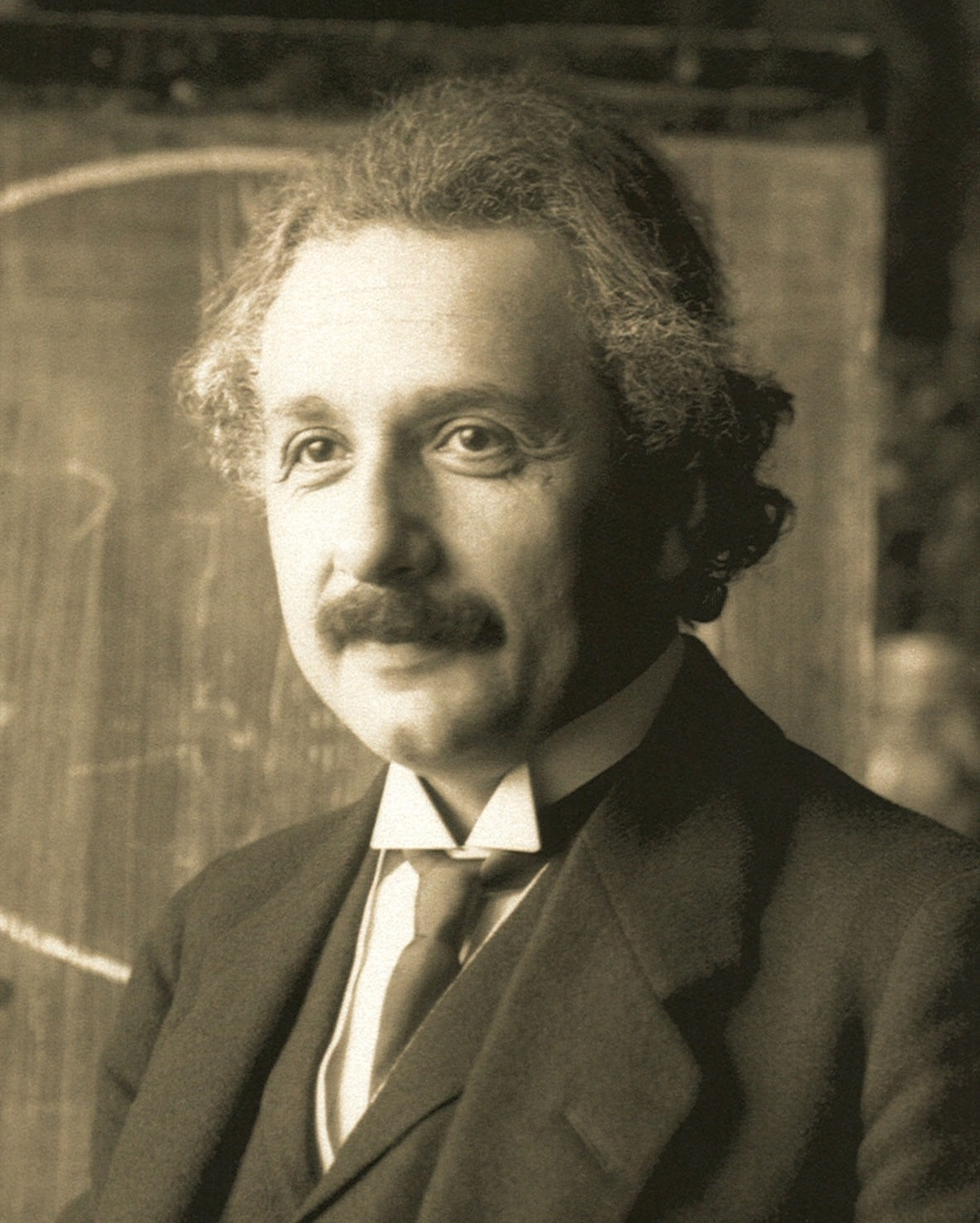
Альберт Эйнштейн, 1921

После создания в 1905 году специальной теории относительности (СТО) А. Эйнштейн осознал необходимость разработки релятивистского варианта теории тяготения, поскольку уравнения Ньютона были несовместимы с преобразованиями Лоренца, а скорость распространения ньютоновской гравитации была бесконечна. В одном из писем 1907 года Эйнштейн сообщал:

Сейчас я также занимаюсь исследованием закона тяготения с позиций теории относительности; надеюсь, это позволит мне пролить свет на ещё не объяснённое большое вековое смещение перигелия орбиты Меркурия.

Первые наброски релятивистской теории тяготения опубликовали в начале 1910-х годов Макс Абрахам, Гуннар Нордстрём и сам Эйнштейн. У Абрахама смещение перигелия Меркурия было втрое меньше реального, в теории Нордстрёма ошибочным было даже направление смещения, версия Эйнштейна 1912 года давала значение на треть меньше наблюдаемого.
В 1913 году Эйнштейн сделал решающий шаг — перешёл от скалярного гравитационного потенциала к тензорному представлению, этот аппарат позволил адекватно описать неевклидову метрику пространства-времени. В 1915 году Эйнштейн опубликовал окончательный вариант своей новой теории тяготения, получившей название «общая теория относительности» (ОТО). В ней, в отличие от ньютоновской модели, вблизи массивных тел геометрия пространства-времени заметно отличается от евклидовой, что приводит к отклонениям от классической траектории движения планет.
18 ноября 1915 года Эйнштейн рассчитал (приближённо) это отклонение и получил практически точное совпадение с наблюдаемыми 43″ в столетие. При этом не понадобилось никакой подгонки констант и не делалось никаких произвольных допущений. Если обозначить:
- {\displaystyle M} — масса Солнца;
- {\displaystyle c} — скорость света;
- {\displaystyle A} — величина большой полуоси орбиты планеты;
- {\displaystyle e} — эксцентриситет орбиты;
- {\displaystyle T} — период обращения,

то дополнительное смещение перигелия планеты (в радианах за оборот) в ОТО даётся формулой:
| {\displaystyle \delta \varphi \ \approx \ {\frac {6\,\pi \,G\,M}{c^{2}\,A\,\left(1-e^{2}\right)}}\ =\ {\frac {24\,\pi ^{3}\,A^{2}}{T^{2}\,c^{2}\,\left(1-e^{2}\right)}}} |

Для Меркурия эта формула даёт 42,98″ за столетие в отличном соответствии с наблюдениями. Точное решение уравнений Эйнштейна, полученное Карлом Шварцшильдом два месяца спустя (январь 1916, уже после открытия окончательной версии уравнений поля), подтвердило приведённую формулу.
До 1919 года, когда Артур Эддингтон обнаружил гравитационное отклонение света, объяснение смещения перигелия Меркурия было единственным экспериментальным подтверждением теории Эйнштейна. В 1916 году Гарольд Джеффрис выразил сомнение в адекватности ОТО, поскольку она не объясняла смещение узлов орбиты Венеры, ранее указанное Ньюкомом. В 1919 году Джеффрис снял свои возражения, поскольку, по новым данным, никаких аномалий в движении Венеры, которые не укладывались бы в теорию Эйнштейна, обнаружено не было.
Тем не менее критика ОТО продолжалась некоторое время и после 1919 года. Некоторые астрономы высказывали мнение, что совпадение теоретического и наблюдаемого смещения перигелия Меркурия может быть случайным, или оспаривали достоверность наблюдаемого значения 43″. Современные точные измерения подтвердили оценки смещения перигелия планет и астероидов, предложенные ОТО.
| Небесное тело   | Теоретическое значение | Наблюдаемое значение |
| --------------- | ---------------------- | -------------------- |
| Меркурий        | 00043,0                | 0043,1 ± 0,5         |
| Венера          | 00008,6                | 0008,4 ± 4,8         |
| Земля           | 00003,8                | 0005,0 ± 1,2         |
| Марс            | 00001,35               | 0001,1 ± 0,3         |
| Икар (астероид) | 00010,1                | 0009,8 ± 0,8         |

Большая погрешность данных для Венеры и Земли вызвана тем, что их орбиты почти круговые.
Формула ОТО была проверена также для двойной звезды-пульсара PSR B1913+16, в которой две звезды, по массе сравнимые с Солнцем, вращаются на близком расстоянии, и поэтому релятивистское смещение периастра каждой (аналога перигелия) очень велико. Наблюдения показали смещение на 4,2 градуса в год, в полном согласии с ОТО. Самое большое смещение периастра обнаружено у открытого в 2003 году двойного пульсара PSR J0737−3039 — на 17 градусов в год; измерения 2005 года показали соответствие динамики системы предсказаниям ОТО с точностью 0,05 % в доверительном интервале {\displaystyle 3\sigma }.
В 2020 году завершились более чем 30-летние измерения релятивистского смещения периастра для движения звезды вокруг компактного радиоисточника Стрелец A* (предположительно чёрной дыры) в центре нашей Галактики. Измерения проводил немецкий Институт внеземной физики Макса Планка. Результаты полностью соответствовали предсказаниям ОТО.

## Механизм гравитационного взаимодействия с точки зрения квантовой теории гравитации
Одно из возможных объяснений механизма гравитационного взаимодействия, расширяющее модель Общей теории относительности, учитывает вклад во взаимодействие процессов, описываемых на языке диаграмм Фейнмана со взаимодействием виртуальных гравитонов между собой. Если принять такую модель, то сдвиг перигелия орбиты Меркурия объясняется суммой однопетлевых гравитонных диаграмм притяжения Меркурия к Солнцу.